# Port de Larrau
Port de Larrau är ett bergspass i Spanien, på gränsen till Frankrike.   Det ligger i provinsen Provincia de Navarra och regionen Navarra, i den nordöstra delen av landet, 400 km nordost om huvudstaden Madrid. Port de Larrau ligger 1 575 meter över havet.
Terrängen runt Port de Larrau är huvudsakligen kuperad, men österut är den bergig. Port de Larrau ligger uppe på en höjd. Runt Port de Larrau är det mycket glesbefolkat, med 3 invånare per kvadratkilometer. Närmaste större samhälle är Ochagavía, 11,0 km sydväst om Port de Larrau. Trakten runt Port de Larrau består till största delen av jordbruksmark.